# Liste des domaines de Google
Voici la liste des domaines détenus par Google.

## Domaines locaux du moteur de recherche Google
L'interface de Google est disponible en 129 langues réparties parmi ces 194 domaines locaux :
L'interface en anglais est présente dans 103 pays/entités (dont 59 en première position), suivi de celle en français dans 35 pays (20), en espagnol dans 23 pays (20), en arabe dans 19 pays (14), en russe dans 13 pays (1), en portugais dans 8 pays (7), en allemand dans 8 pays (5), en kiswahili dans 7 pays (2) et en italien dans 5 pays (2).
Quatre domaines présentent une exception notable : Google.com affiche comme accompagnant de logo le nom de la langue d'interface choisie et non un nom de pays de par son statut international ; Google.ac ne présente pas le nom du pays auquel il se rattache ni rien d'autre ; de même que Google.cat ; et Google.cn présentait, avant sa redirection vers Google.com.hk, un logo entièrement au format image avec ainsi le nom du pays non surlignable. Il est donc disponible dans 194 pays.
| Région                                       | TLD  | Domaine       | Date de lancement                                     | Langues d'interface disponibles                                                            |
| -------------------------------------------- | ---- | ------------- | ----------------------------------------------------- | ------------------------------------------------------------------------------------------ |
| États-Unis                                   | .com | google.com    | 15 septembre 1997                                     | Anglais, Espagnol                                                                          |
| Île de l'Ascension                           | .ac  | google.ac     | 2003                                                  | Anglais                                                                                    |
| Andorre                                      | .ad  | google.ad     | ?                                                     | Catalan                                                                                    |
| Émirats arabes unis                          | .ae  | google.ae     | ?                                                     | Arabe, Persan, Anglais, Hindi, Ourdou                                                      |
| Afghanistan                                  | .af  | google.com.af | 19 septembre 2003                                     | Pachto, Dari                                                                               |
| Antigua-et-Barbuda                           | .ag  | google.com.ag | ?                                                     | Anglais                                                                                    |
| Anguilla                                     | .ai  | google.com.ai | ?                                                     | Anglais                                                                                    |
| Albanie                                      | .al  | google.al     | ?                                                     | Albanais, Anglais                                                                          |
| Arménie                                      | .am  | google.am     | 12 avril 2009                                         | Arménien, Russe                                                                            |
| Angola                                       | .ao  | google.co.ao  | 1er février 2005                                      | Portugais du Portugal, Kikongo                                                             |
| Argentine                                    | .ar  | google.com.ar | 8 juin 1999                                           | Espagnol d'Amérique latine                                                                 |
| Samoa américaines                            | .as  | google.as     | ?                                                     | Anglais                                                                                    |
| Autriche                                     | .at  | google.at     | ?                                                     | Allemand                                                                                   |
| Australie                                    | .au  | google.com.au | ?                                                     | Anglais                                                                                    |
| Azerbaïdjan                                  | .az  | google.az     | ?                                                     | Azéri, Russe                                                                               |
| Bosnie-Herzégovine                           | .ba  | google.ba     | ?                                                     | Bosnien, Serbe, Croate                                                                     |
| Bangladesh                                   | .bd  | google.com.bd | 18 octobre 2003                                       | Bengali, Anglais                                                                           |
| Belgique                                     | .be  | google.be     | ?                                                     | Néerlandais, Français, Allemand                                                            |
| Burkina Faso                                 | .bf  | google.bf     | ?                                                     | Français                                                                                   |
| Bulgarie                                     | .bg  | google.bg     | ?                                                     | Bulgare                                                                                    |
| Bahreïn                                      | .bh  | google.com.bh | ?                                                     | Arabe, Anglais                                                                             |
| Burundi                                      | .bi  | google.bi     | ?                                                     | Français, Kiswahili, Kirundi                                                               |
| Bénin                                        | .bj  | google.bj     | ?                                                     | Français, Yoruba                                                                           |
| Brunei                                       | .bn  | google.com.bn | ?                                                     | Malais, Anglais, Chinois simplifié                                                         |
| Bolivie                                      | .bo  | google.com.bo | ?                                                     | Espagnol d'Amérique latine, Quechua                                                        |
| Brésil                                       | .br  | google.com.br | 18 mai 1999                                           | Portugais brésilien                                                                        |
| Bahamas                                      | .bs  | google.bs     | ?                                                     | Anglais                                                                                    |
| Bhoutan                                      | .bt  | google.bt     | Anglais                                               |                                                                                            |
| Botswana                                     | .bw  | google.co.bw  | 27 décembre 2007                                      | Tswana, Anglais                                                                            |
| Biélorussie                                  | .by  | google.by     | Lancé en 2003, enregistré par Google en janvier 2009, | Biélorusse, Russe                                                                          |
| Belize                                       | .bz  | google.com.bz | ?                                                     | Anglais, Espagnol d'Amérique latine                                                        |
| Canada                                       | .ca  | google.ca     | 3 octobre 2000                                        | Anglais, Français                                                                          |
| Catalogne                                    | .cat | google.cat    | ?                                                     | Catalan                                                                                    |
| République centrafricaine                    | .cf  | google.cf     | ?                                                     | Français                                                                                   |
| République démocratique du Congo             | .cd  | google.cd     | ?                                                     | Français, Kiswahili, Lingala, Alur, Tshiluba, Kikongo                                      |
| République du Congo                          | .cg  | google.cg     | ?                                                     | Français, Lingala, Kikongo                                                                 |
| Suisse                                       | .ch  | google.ch     | ?                                                     | Allemand, Français, Italien, Romanche                                                      |
| Côte d'Ivoire                                | .ci  | google.ci     | ?                                                     | Français                                                                                   |
| Îles Cook                                    | .ck  | google.co.ck  | ?                                                     | Anglais                                                                                    |
| Chili                                        | .cl  | google.cl     | 24 août 2006                                          | Espagnol d'Amérique latine                                                                 |
| Cameroun                                     | .cm  | google.cm     | ?                                                     | Français, Anglais                                                                          |
| Chine                                        | .cn  | google.cn     | 17 mars 2003                                          | Redirigé vers Google.com.hk (avant la redirection : Chinois simplifié)                     |
| Colombie                                     | .co  | google.com.co | 23 juin 2003                                          | Espagnol d'Amérique latine                                                                 |
| Costa Rica                                   | .cr  | google.co.cr  | ?                                                     | Espagnol d'Amérique latine, Anglais                                                        |
| Cuba                                         | .cu  | google.com.cu | ?                                                     | Espagnol d'Amérique latine                                                                 |
| Cap-Vert                                     | .cv  | google.cv     | ?                                                     | Portugais du Portugal                                                                      |
| Chypre                                       | .cy  | google.com.cy | ?                                                     | Anglais, Grec, Turc                                                                        |
| Tchéquie                                     | .cz  | google.cz     | ?                                                     | Tchèque                                                                                    |
| Allemagne                                    | .de  | google.de     | ?                                                     | Allemand                                                                                   |
| Djibouti                                     | .dj  | google.dj     | ?                                                     | Français, Arabe, Somali                                                                    |
| Danemark                                     | .dk  | google.dk     | 10 janvier 1999                                       | Danois, Féroïen                                                                            |
| Dominique                                    | .dm  | google.dm     | ?                                                     | Anglais                                                                                    |
| République dominicaine                       | .do  | google.com.do | ?                                                     | Espagnol d’Amérique latine                                                                 |
| Algérie                                      | .dz  | google.dz     | 11 septembre 2008                                     | Français, Arabe                                                                            |
| Équateur                                     | .ec  | google.com.ec | ?                                                     | Espagnol d’Amérique latine                                                                 |
| Estonie                                      | .ee  | google.ee     | ?                                                     | Estonien, Russe                                                                            |
| Égypte                                       | .eg  | google.com.eg | ?                                                     | Arabe, Anglais                                                                             |
| Espagne                                      | .es  | google.es     | 16 septembre 2003                                     | Espagnol, Catalan, Galicien, Basque                                                        |
| Éthiopie                                     | .et  | google.com.et | ?                                                     | Amharique, Anglais, Tigrigna, Somali, Oromo                                                |
| Finlande                                     | .fi  | google.fi     | ?                                                     | Finnois, Suédois                                                                           |
| Fidji                                        | .fj  | google.com.fj | ?                                                     | Anglais                                                                                    |
| États fédérés de Micronésie                  | .fm  | google.fm     | ?                                                     | Anglais                                                                                    |
| France                                       | .fr  | google.fr     | 27 juillet 2000                                       | Français                                                                                   |
| Gabon                                        | .ga  | google.ga     | ?                                                     | Français                                                                                   |
| Géorgie                                      | .ge  | google.ge     | ?                                                     | Géorgien, Anglais                                                                          |
| Guernesey                                    | .gg  | google.gg     | ?                                                     | Anglais, Français                                                                          |
| Ghana                                        | .gh  | google.com.gh | ?                                                     | Anglais, Haoussa, Akan, Ewe, Ga                                                            |
| Gibraltar                                    | .gi  | google.com.gi | ?                                                     | Anglais, Espagnol, Italien, Portugais du Portugal                                          |
| Groenland                                    | .gl  | google.gl     | ?                                                     | Danois, Anglais                                                                            |
| Gambie                                       | .gm  | google.gm     | ?                                                     | Anglais, Wolof                                                                             |
| Guadeloupe                                   | .gp  | google.gp     | ?                                                     | Français                                                                                   |
| Grèce                                        | .gr  | google.gr     | ?                                                     | Grec                                                                                       |
| Guatemala                                    | .gt  | google.com.gt | ?                                                     | Espagnol d’Amérique latine                                                                 |
| Guyana                                       | .gy  | google.gy     | ?                                                     | Anglais                                                                                    |
| Hong Kong                                    | .hk  | google.com.hk | ?                                                     | Chinois traditionnel, Chinois simplifié, Anglais                                           |
| Honduras                                     | .hn  | google.hn     | ?                                                     | Espagnol d’Amérique latine                                                                 |
| Croatie                                      | .hr  | google.hr     | ?                                                     | Croate                                                                                     |
| Haïti                                        | .ht  | google.ht     | ?                                                     | Français, Créole haïtien, Anglais                                                          |
| Hongrie                                      | .hu  | google.hu     | ?                                                     | Hongrois                                                                                   |
| Indonésie                                    | .id  | google.co.id  | ?                                                     | Indonésien, Anglais, Javanais, Balinais                                                    |
| Irlande                                      | .ie  | google.ie     | ?                                                     | Anglais, Irlandais                                                                         |
| Israël                                       | .il  | google.co.il  | ?                                                     | Hébreu, Arabe, Anglais                                                                     |
| Île de Man                                   | .im  | google.im     | ?                                                     | Anglais                                                                                    |
| Inde                                         | .in  | google.co.in  | 23 juin 2003                                          | Anglais, Hindi, Bengali, Télougou, Marathi, Tamoul, Gujarati, Kannada, Malayalam, Pendjabi |
| Irak                                         | .iq  | google.iq     | 31 mars 2011                                          | Arabe, Anglais, Kurde                                                                      |
| Islande                                      | .is  | google.is     | ?                                                     | Islandais, Anglais                                                                         |
| Italie                                       | .it  | google.it     | 10 décembre 1999                                      | Italien                                                                                    |
| Jersey                                       | .je  | google.je     | ?                                                     | Anglais, Français                                                                          |
| Jamaïque                                     | .jm  | google.com.jm | ?                                                     | Anglais                                                                                    |
| Jordanie                                     | .jo  | google.jo     | ?                                                     | Arabe, Anglais                                                                             |
| Japon                                        | .jp  | google.co.jp  | 22 mars 2001                                          | Japonais                                                                                   |
| Kenya                                        | .ke  | google.co.ke  | 1er octobre 2004                                      | Kiswahili, Anglais                                                                         |
| Kirghizistan                                 | .kg  | google.kg     | ?                                                     | Kirghize, Russe                                                                            |
| Cambodge                                     | .kh  | google.com.kh | ?                                                     | Khmer, Anglais                                                                             |
| Kiribati                                     | .ki  | google.ki     | ?                                                     | Anglais                                                                                    |
| Corée du Sud                                 | .kr  | google.co.kr  | ?                                                     | Coréen                                                                                     |
| Koweït                                       | .kw  | google.com.kw | ?                                                     | Arabe, Anglais                                                                             |
| Kazakhstan                                   | .kz  | google.kz     | ?                                                     | Kazakh, Russe                                                                              |
| Laos                                         | .la  | google.la     | ?                                                     | Lao, Anglais                                                                               |
| Liban                                        | .lb  | google.com.lb | ?                                                     | Arabe, Anglais, Français, Arménien                                                         |
| Liechtenstein                                | .li  | google.li     | ?                                                     | Allemand                                                                                   |
| Sri Lanka                                    | .lk  | google.lk     | ?                                                     | Anglais, Cingalais, Tamoul                                                                 |
| Lesotho                                      | .ls  | google.co.ls  | ?                                                     | Sotho du Sud, Anglais                                                                      |
| Lituanie                                     | .lt  | google.lt     | ?                                                     | Lituanien                                                                                  |
| Luxembourg                                   | .lu  | google.lu     | ?                                                     | Allemand, Français                                                                         |
| Lettonie                                     | .lv  | google.lv     | ?                                                     | Letton, Lituanien, Russe                                                                   |
| Libye                                        | .ly  | google.com.ly | ?                                                     | Arabe, Italien, Anglais                                                                    |
| Maroc                                        | .ma  | google.co.ma  | ?                                                     | Français, Arabe                                                                            |
| Moldavie                                     | .md  | google.md     | ?                                                     | Roumain, Russe                                                                             |
| Monténégro                                   | .me  | google.me     | ?                                                     | Monténégrin, Serbe, Bosnien                                                                |
| Madagascar                                   | .mg  | google.mg     | ?                                                     | Malgache, Français                                                                         |
| Macédoine du Nord                            | .mk  | google.mk     | ?                                                     | Macédonien                                                                                 |
| Mali                                         | .ml  | google.ml     | ?                                                     | Français                                                                                   |
| Birmanie                                     | .mm  | google.com.mm | ?                                                     | Birman, Anglais                                                                            |
| Mongolie                                     | .mn  | google.mn     | ?                                                     | Mongol                                                                                     |
| Montserrat                                   | .ms  | google.ms     | ?                                                     | Anglais                                                                                    |
| Malte                                        | .mt  | google.com.mt | ?                                                     | Maltais, Anglais                                                                           |
| Maurice                                      | .mu  | google.mu     | ?                                                     | Anglais, Français, Créole mauricien                                                        |
| Maldives                                     | .mv  | google.mv     | ?                                                     | Anglais                                                                                    |
| Malawi                                       | .mw  | google.mw     | ?                                                     | Chichewa, Anglais, Tumbuka                                                                 |
| Mexique                                      | .mx  | google.com.mx | 24 février 2003                                       | Espagnol d’Amérique latine                                                                 |
| Malaisie                                     | .my  | google.com.my | ?                                                     | Anglais, Malais                                                                            |
| Mozambique                                   | .mz  | google.co.mz  | ?                                                     | Portugais du Portugal, Kiswahili, Chichewa, Shona                                          |
| Namibie                                      | .na  | google.com.na | ?                                                     | Anglais, Afrikaans, Allemand                                                               |
| Niger                                        | .ne  | google.ne     | ?                                                     | Français, Haoussa                                                                          |
| Île Norfolk                                  | .nf  | google.com.nf | ?                                                     | Anglais                                                                                    |
| Nigeria                                      | .ng  | google.com.ng | ?                                                     | Anglais, Haoussa, Igbo, Yoruba, Pidgin nigérian                                            |
| Nicaragua                                    | .ni  | google.com.ni | ?                                                     | Espagnol d’Amérique latine, Anglais                                                        |
| Pays-Bas                                     | .nl  | google.nl     | 27 mai 1999                                           | Néerlandais                                                                                |
| Norvège                                      | .no  | google.no     | 1er octobre 2004                                      | Norvégien                                                                                  |
| Népal                                        | .np  | google.com.np | ?                                                     | Népalais, Anglais                                                                          |
| Nauru                                        | .nr  | google.nr     | ?                                                     | Anglais                                                                                    |
| Niue                                         | .nu  | google.nu     | ?                                                     | Anglais                                                                                    |
| Nouvelle-Zélande                             | .nz  | google.co.nz  | ?                                                     | Anglais, Maori de Nouvelle-Zélande                                                         |
| Oman                                         | .om  | google.com.om | ?                                                     | Arabe, Anglais                                                                             |
| Panama                                       | .pa  | google.com.pa | ?                                                     | Espagnol d’Amérique latine, Anglais                                                        |
| Pérou                                        | .pe  | google.com.pe | ?                                                     | Espagnol d’Amérique latine, Quechua                                                        |
| Papouasie-Nouvelle-Guinée                    | .pg  | google.com.pg | ?                                                     | Anglais                                                                                    |
| Philippines                                  | .ph  | google.com.ph | 2003                                                  | Anglais, Filipino, Cebuano                                                                 |
| Pakistan                                     | .pk  | google.com.pk | ?                                                     | Anglais, Ourdou                                                                            |
| Pologne                                      | .pl  | google.pl     | 19 septembre 2002                                     | Polonais                                                                                   |
| Îles Pitcairn                                | .pn  | google.pn     | ?                                                     | Anglais                                                                                    |
| Porto Rico                                   | .pr  | google.com.pr | ?                                                     | Espagnol d’Amérique latine, Anglais                                                        |
| Palestine                                    | .ps  | google.ps     | ?                                                     | Arabe, Anglais                                                                             |
| Portugal                                     | .pt  | google.pt     | 9 janvier 2003                                        | Portugais du Portugal                                                                      |
| Paraguay                                     | .py  | google.com.py | ?                                                     | Espagnol d’Amérique latine                                                                 |
| Qatar                                        | .qa  | google.com.qa | ?                                                     | Arabe, Anglais                                                                             |
| Roumanie                                     | .ro  | google.ro     | 12 février 2004                                       | Roumain, Hongrois, Allemand                                                                |
| Serbie                                       | .rs  | google.rs     | 10 mars 2008                                          | Serbe cyrillique, Serbe latin                                                              |
| Russie                                       | .ru  | google.ru     | ?                                                     | Russe                                                                                      |
| Rwanda                                       | .rw  | google.rw     | ?                                                     | Anglais, Français, Kiswahili, Kinyarwanda                                                  |
| Arabie saoudite                              | .sa  | google.com.sa | 11 janvier 2004                                       | Arabe, Anglais                                                                             |
| Îles Salomon                                 | .sb  | google.com.sb | ?                                                     | Anglais                                                                                    |
| Seychelles                                   | .sc  | google.sc     | ?                                                     | Créole seychellois, Anglais, Français                                                      |
| Suède                                        | .se  | google.se     | ?                                                     | Suédois                                                                                    |
| Singapour                                    | .sg  | google.com.sg | ?                                                     | Anglais, Chinois simplifié, Malais, Tamoul                                                 |
| Sainte-Hélène, Ascension et Tristan da Cunha | .sh  | google.sh     | ?                                                     | Anglais                                                                                    |
| Slovénie                                     | .si  | google.si     | ?                                                     | Slovène                                                                                    |
| Slovaquie                                    | .sk  | google.sk     | ?                                                     | Slovaque                                                                                   |
| Sierra Leone                                 | .sl  | google.com.sl | ?                                                     | Anglais, Krio                                                                              |
| Saint-Marin                                  | .sm  | google.sm     | ?                                                     | Italien                                                                                    |
| Sénégal                                      | .sn  | google.sn     | ?                                                     | Français, Wolof                                                                            |
| Somalie                                      | .so  | google.so     | ?                                                     | Somali, Arabe, Anglais                                                                     |
| Suriname                                     | .sr  | google.sr     | ?                                                     | Néerlandais, Anglais                                                                       |
| Sao Tomé-et-Principe                         | .st  | google.st     | ?                                                     | Portugais du Portugal                                                                      |
| Salvador                                     | .sv  | google.com.sv | ?                                                     | Espagnol d’Amérique latine                                                                 |
| Tchad                                        | .td  | google.td     | ?                                                     | Français, Arabe                                                                            |
| Togo                                         | .tg  | google.tg     | ?                                                     | Français, Ewe                                                                              |
| Thaïlande                                    | .th  | google.co.th  | ?                                                     | Thaï, Anglais                                                                              |
| Tadjikistan                                  | .tj  | google.com.tj | ?                                                     | Tadjik, Russe                                                                              |
| Tokelau                                      | .tk  | google.tk     | ?                                                     | Anglais                                                                                    |
| Timor oriental                               | .tl  | google.tl     | ?                                                     | Portugais du Portugal, Indonésien, Anglais                                                 |
| Turkménistan                                 | .tm  | google.tm     | ?                                                     | Turkmène, Russe, Ouzbek                                                                    |
| Tunisie                                      | .tn  | google.tn     | 31 mars 2011,                                         | Arabe, Français                                                                            |
| Tonga                                        | .to  | google.to     | ?                                                     | Anglais, Tongien                                                                           |
| Turquie                                      | .tr  | google.com.tr | 23 août 2001                                          | Turc                                                                                       |
| Trinité-et-Tobago                            | .tt  | google.tt     | ?                                                     | Anglais, Hindi, Français, Espagnol d’Amérique latine, Chinois traditionnel                 |
| Taïwan                                       | .tw  | google.com.tw | ?                                                     | Chinois traditionnel                                                                       |
| Tanzanie                                     | .tz  | google.co.tz  | ?                                                     | Kiswahili, Anglais                                                                         |
| Ukraine                                      | .ua  | google.com.ua | ?                                                     | Ukrainien, Russe                                                                           |
| Ouganda                                      | .ug  | google.co.ug  | ?                                                     | Anglais, Luganda, Kiswahili, Kinyarwanda, Luo, Kitara                                      |
| Royaume-Uni                                  | .uk  | google.co.uk  | 14 février 1999                                       | Anglais                                                                                    |
| Uruguay                                      | .uy  | google.com.uy | ?                                                     | Espagnol d’Amérique latine                                                                 |
| Ouzbékistan                                  | .uz  | google.co.uz  | ?                                                     | Ouzbek, Russe                                                                              |
| Saint-Vincent-et-les-Grenadines              | .vc  | google.com.vc | ?                                                     | Anglais                                                                                    |
| Venezuela                                    | .ve  | google.co.ve  | 6 mars 2003                                           | Espagnol d’Amérique latine                                                                 |
| Îles Vierges britanniques                    | .vg  | google.vg     | ?                                                     | Anglais                                                                                    |
| Îles Vierges des États-Unis                  | .vi  | google.co.vi  | ?                                                     | Anglais                                                                                    |
| Vietnam                                      | .vn  | google.com.vn | 24 avril 2003                                         | Vietnamien, Anglais, Français, Chinois traditionnel                                        |
| Vanuatu                                      | .vu  | google.vu     | ?                                                     | Anglais, Français                                                                          |
| Samoa                                        | .ws  | google.ws     | ?                                                     | Anglais                                                                                    |
| Afrique du Sud                               | .za  | google.co.za  | ?                                                     | Anglais, Afrikaans, Sotho du Sud, Zoulou, Xhosa, Tswana, Sotho du Nord                     |
| Zambie                                       | .zm  | google.co.zm  | ?                                                     | Anglais, Chichewa, Bemba, Tumbuka-Senga (en), Lozi                                         |
| Zimbabwe                                     | .zw  | google.co.zw  | ?                                                     | Anglais, Shona, Sindebele, Chichewa, Tswana                                                |